# 효신성황후
효신성황후(孝愼成皇后, 만주어: ᡥᡳᠶᠣᠣᡧᡠᠩᡤᠠ
ᠣᠯᡥᠣᠪᠠ
ᡧᠠᠩᡤᠠᠨ
ᡥᡡᠸᠠᠩᡥᡝᠣ 히유슝가 올호바 샹간 후왕허오, 건륭(乾隆) 54년 5월 17일(1789년 6월 10일) ~ 도광(道光) 13년 4월 29일(1833년 6월 16일))는 도광제의 두 번째 황후이다. 만주 양황기(鑲黃旗) 퉁기야 할라 출신이다.

## 생애
도광제의 첫 번째 황후인 효목성황후가 죽은 후 바로 황후가 되었다. 1813년(가경 18년) 도광제의 첫 딸을 낳았고 1822년(도광 2년) 황후로 책봉되었다. 그리고 도광 13년에 사망하였고, 시호는 효신민숙철순화의성혜돈각희천이성성황후(孝慎敏肅哲順和懿誠惠敦恪熙天詒聖成皇后)이다.
| 전임 효목성황후 | 청나라의 황후 1822년 12월 27일 ~ 1833년 6월 16일 | 후임 효전성황후 |

## 같이 보기
- 입팔분공